# Ligier JS25
O JS25 foi o carro da Ligier da a temporada de 1985 de F-1. Condutores: Andrea de Cesaris, Jacques Laffite e Philippe Streiff.

## Resultados[1]
(legenda) (em itálico indica volta mais rápida)
| Ano  | Chassi | Motor                 | Pneus | N° | Pilotos           | 1   | 2   | 3   | 4   | 5   | 6   | 7   | 8   | 9   | 10  | 11  | 12  | 13  | 14  | 15  | 16  | Pontos | Posição |  |
| ---- | ------ | --------------------- | ----- | -- | ----------------- | --- | --- | --- | --- | --- | --- | --- | --- | --- | --- | --- | --- | --- | --- | --- | --- | ------ | ------- |  |
|      |        |                       |       |    |                   |     |     |     |     |     |     |     |     |     |     |     |     |     |     |     |     |        |         |  |
|      |        |                       |       |    |                   | BRA | POR | SMR | MON | CAN | USE | FRA | GBR | GER | AUT | NED | ITA | BEL | EUR | RSA | AUS |        |         |  |
| 1985 | JS25   | Renault EF4B V6 Turbo | P     | 25 | Andrea de Cesaris | Ret | Ret | 4   | 14  | 10  | Ret | Ret | Ret | Ret | Ret | Ret |     |     |     |     |     | 23     | 6°      |  |
| 1985 | JS25   | Renault EF4B V6 Turbo | P     | 25 | Philippe Streiff  |     |     |     |     |     |     |     |     |     |     |     | 10  | 9   | 8   |     | 3   | 23     | 6°      |  |
| 1985 | JS25   | Renault EF4B V6 Turbo | P     | 26 | Jacques Laffite   | 6   | Ret | Ret | 6   | 8   | 12  | Ret | 3   | 3   | Ret | Ret | Ret | 11† | Ret |     | 2   | 23     | 6°      |  |

† Completou mais de 90% da distância da corrida.